# شلتون اند هارویک
شلتون اند هارویک (به انگلیسی: Shelton and Hardwick) یک روستا و محله مدنی در بریتانیا است که در South Norfolk واقع شده‌است. شلتون اند هارویک ۸٫۹۰ کیلومتر مربع مساحت و ۲۹۸ نفر جمعیت دارد.